# 1284
Évszázadok: 12. század – 13. század – 14. század
Évtizedek: 1230-as évek – 1240-es évek – 1250-es évek – 1260-as évek – 1270-es évek – 1280-as évek – 1290-es évek – 1300-as évek – 1310-es évek – 1320-as évek – 1330-as évek
Évek: 1279 – 1280 – 1281 – 1282 –  1283 – 1284 – 1285 – 1286 – 1287 – 1288 – 1289

## Események
- április 4. – IV. Sancho kasztíliai király trónra lépése (1295-ig uralkodik).
- IV. László király vereséget szenved a Kőszegiektől, ezzel addigi hívei is elpártolnak tőle.
- II. Károly nápolyi király fogságba esik a nápolyi tengeri csatában.
- I. Rudolf német király házassága Burgundiai Izabellával.
- augusztus 16. – Fülöp III. Fülöp francia király fia feleségül veszi I. Johanna navarrai királynőt és I. Fülöpként Navarra királya lesz (1285-től francia király is, 1305-ben felesége halálakor lemond a trónról fia Lajos javára).
- Kiel városa a Hanza városok tagja lesz.
- Hamburgot tűzvész pusztítja el.

## Születések
- április 25. – II. Eduárd angol király († 1327).
- Liberális Eduárd savoyai gróf († 1329).

## Halálozások
- április 4. – X. Alfonz kasztíliai király (* 1221)
- Sigerus brabanti herceg